# (14149) Yakowitz
(14149) Yakowitz (1998 SF61) – planetoida z grupy pasa głównego asteroid okrążająca Słońce w ciągu 3,57 lat w średniej odległości 2,33 j.a. Odkryta 17 września 1998 roku.